# Szermierka na Światowych Wojskowych Igrzyskach Sportowych 2011
Szermierka na Światowych Wojskowych Igrzyskach Sportowych 2011 – zawody sportowe, które odbyły się w Deodoro Olympic Complex w Rio de Janeiro od 19 do 24 lipca podczas igrzysk wojskowych.
Zawody były równocześnie traktowane jako 43 Wojskowe Mistrzostwa Świata w szermierce.

## Harmonogram
| Lipiec 2011 | 18 Po | 19 Wt | 20 Śr | 21 Cz | 22 Pi | 23 So | 24 Ni |
| ----------- | ----- | ----- | ----- | ----- | ----- | ----- | ----- |
| Szermierka  |       | 2     | 2     | 2     | 2     | 3     | 1     |

| F | Finał (ilość) |

## Medaliści
| Konkurencja | Konkurencja | Konkurencja   | Złoto                                                           | Srebro                                                                   | Brąz                                                                    |
| Floret      | Mężczyźni   | Indywidualnie | Luca Simoncelli                                                 | Jun Heo                                                                  | Shi Jialuo Alessio Foconi                                               |
| Floret      | Mężczyźni   | Drużynowo     | Włochy Lorenzo Nista · Luca Simoncelli · Alessio Foconi ·       | Korea Południowa Jun Heo · Lee Sang-gi · Song Seung-chan ·               | Chiny Shi Jialuo · Zhang Liangliang · Diao Dongya ·                     |
| Floret      | Kobiety     | Indywidualnie | Valentina Cipriani                                              | Sylwia Gruchała                                                          | Carolina Erba Benedetta Durando                                         |
| Floret      | Kobiety     | Drużynowo     | Włochy Carolina Erba · Valentina Cipriani · Benedetta Durando · | Polska Sylwia Gruchała · Małgorzata Wojtkowiak · Martyna Synoradzka ·    | Wenezuela Yulitza Suarez · Johana Fuenmayor · Issis Jimenez ·           |
|             |             |               |                                                                 |                                                                          |                                                                         |
| Szabla      | Mężczyźni   | Indywidualnie | Kim Jung-hwan                                                   | Matyas Szabo                                                             | Luigi Angelo Miracco Hernan Jansen                                      |
| Szabla      | Mężczyźni   | Drużyna       | Korea Południowa Kim Jung-hwan · Lee Jong-lok · Kim Kye-hwan ·  | Włochy Luigi Angelo Miracco · Marco Tricarico · Alberto Pellegrini ·     | Chiny Liu Xiao · Chen Taotao · Jiang Kelui ·                            |
| Szabla      | Kobiety     | Indywidualnie | Aleksandra Shelton                                              | Bogna Jóźwiak                                                            | Ołena Woronina Zhu Min                                                  |
| Szabla      | Kobiety     | Drużynowo     | Polska Aleksandra Shelton · Irena Więckowska · Bogna Jóźwiak ·  | Chiny Zhu Min · Liu Tian · Shen Chen ·                                   | Włochy Loreta Gullotta · Francesca Buccione · Livia Stagni ·            |
|             |             |               |                                                                 |                                                                          |                                                                         |
| Szpada      | Mężczyźni   | Indywidualnie | Rubén Limardo                                                   | Andrea Vallosio                                                          | Jean Lelion Tuo Tong                                                    |
| Szpada      | Mężczyźni   | Drużynowo     | Chiny Xie Yongjun · Tuo Tong · Li Guojie ·                      | Szwajcaria Sebastien Lamon · Valentin Marmillod · Giacomo Paravicini ·   | Polska Radosław Zawrotniak · Robert Andrzejuk · Krzysztof Mikołajczak · |
| Szpada      | Kobiety     | Indywidualnie | Sara Carpegna                                                   | Hou Minfang                                                              | Danuta Dmowska-Andrzejuk Hou Fanguin                                    |
| Szpada      | Kobiety     | Drużynowo     | Rumunia Simona Alexandru · Ana Maria Brânză · Anca Măroiu ·     | Polska Ewa Trzebińska · Danuta Dmowska-Andrzejuk · Magdalena Piekarska · | Włochy Camilla Batini · Sara Carpegna · Brenda Briasco ·                |
|             |             |               |                                                                 |                                                                          |                                                                         |

## Klasyfikacja medalowa
* Organizator zawodów został zaznaczony tym kolorem, Polskę oznaczono tekstem pogrubionym.
| Miejsce           | Reprezentacja     | Złoto | Srebro | Brąz | Razem |
| ----------------- | ----------------- | ----- | ------ | ---- | ----- |
| 1                 | Włochy            | 5     | 2      | 6    | 13    |
| 2                 | Polska            | 2     | 4      | 2    | 8     |
| 3                 | Korea Południowa  | 2     | 2      | 0    | 4     |
| 4                 | Chiny             | 1     | 2      | 6    | 9     |
| 5                 | Wenezuela         | 1     | 0      | 2    | 3     |
| 6                 | Rumunia           | 1     | 0      | 0    | 1     |
| 7                 | Niemcy            | 0     | 1      | 0    | 1     |
| 7                 | Szwajcaria        | 0     | 1      | 0    | 1     |
| 9                 | Kanada            | 0     | 0      | 1    | 1     |
| 9                 | Ukraina           | 0     | 0      | 1    | 1     |
| Ogółem (9 państw) | Ogółem (9 państw) | 12    | 12     | 18   | 42    |

Źródło: